# Arthur Hailey
 (avril 2024).
Si vous disposez d'ouvrages ou d'articles de référence ou si vous connaissez des sites web de qualité traitant du thème abordé ici, merci de compléter l'article en donnant les références utiles à sa vérifiabilité et en les liant à la section « Notes et références ».
Pour les articles homonymes, voir Hailey (homonymie).
Œuvres principales
- Airport (1968)
- Bank (1975)

Arthur Hailey, né le 5 avril 1920 à Luton dans le Bedfordshire en Angleterre et mort le 24 novembre 2004  à Nassau aux Bahamas, est un romancier et scénariste canadien d'origine britannique.
Ses romans à suspense, parmi lesquels Airport (1968) ou Hôtel Saint-Gregory (1965), tous des best-sellers, ont inspiré des films-catastrophes dans les années 1970, comme la franchise Airport. Arthur Hailey a signé onze livres au total, dont Détective, News et Detroit, tous traduits en français. Plus de 170 millions de ses ouvrages ont été vendus dans quarante pays.

## Biographie

### Débuts
Arthur Frederick Hailey naît le 5 avril 1920 à Luton, dans le comté du Bedfordshire, en Angleterre. Il est le fils unique de George Wellington Hailey, ouvrier d'usine, et d'Elsie Wright Hailey. Lecteur assidu, Hailey commence à écrire des poèmes, des pièces de théâtre et des histoires dès son plus jeune âge. Il déclarera un jour : « Ma mère m'a libéré des tâches ménagères pour que je puisse écrire. ». Elsie encourage son fils à apprendre la dactylographie et la sténographie afin qu'il puisse devenir commis au lieu d'ouvrier d'usine.
Arthur Hailey quitte l'école à l'âge de 14 ans, ne parvenant pas à obtenir une bourse qui lui aurait permis de poursuivre ses études. De 1934 à 1939, il est garçon de bureau et commis à Londres, puis sert dans la Royal Air Force pendant la Seconde Guerre mondiale, pour atteindre le grade de lieutenant d'aviation. Après avoir déménagé au Canada en 1947, il devient vendeur de camions puis scénariste pour la télévision. En 1947, mécontent du gouvernement travailliste d'après-guerre, il immigre au Canada, obtenant une double nationalité. S'installant à Toronto, il occupe divers emplois dans des domaines tels que l'immobilier, la vente et la publicité. Il était rédacteur en chef d'un magazine spécialisé appelé Bus and Truck Transport. Durant ces années, il continue à écrire.

### Carrière d'écrivain et de scénariste
À la suite du succès de 714 appelle Vancouver (Flight into Danger), Hailey est abondamment sollicité par la télévision comme scénariste. Il écrit pour des émissions telles que Studio One, Kraft Television Theatre, Playhouse 90 et Suspense. En 1959, il adapte son scénario No Deadly Medicine (pour lequel il remporte une nomination aux Emmy) en roman : Le Dernier Diagnostic (The Final Diagnosis). Publié par Doubleday, c'est l'histoire du pathologiste en chef d'un hôpital de Burlington, en Pennsylvanie. Le livre reçoit de bonnes critiques. Le deuxième roman de Hailey, En haut lieu (In High Places, Doubleday) paraît en 1962. Abordant la politique internationale, le livre est de nouveau sélectionné par la Literary Guild et devient un best-seller au Canada.
La percée commerciale de Hailey arrive en 1965 avec la publication de Grand Hôtel Saint-Gregory (Hotel, Doubleday), qui suit cinq jours dans la vie des employés et des résidents du luxueux hôtel St. Gregory de la Nouvelle-Orléans. Le livre passe 48 semaines sur la liste des meilleures ventes du New York Times, culminant au numéro 3 et devient le huitième roman le plus vendu de l'année. Il a fixé le modèle des oeuvres futures de Hailey : des personnes ordinaires impliquées dans des situations extraordinaires dans une entreprise ou une industrie qui sont décrites avec des détails méticuleux.
À la suite du succès de Hotel, Hailey déménage en Californie. En 1968, il acquiert une renommée internationale avec son quatrième roman, Airport (Doubleday), l'histoire d'une nuit mouvementée dans un aéroport international du Midwest. Le roman reste n° 1 dans le New York Times pendant 30 semaines et devient le roman le plus vendu de l'année. L'adaptation cinématographique, sortie en 1970, est le deuxième film le plus rentable de l'année (juste derrière Love Story) et reçoit dix nominations aux Oscars, dont celle du meilleur film. Le succès du film, ainsi que celui de L'Aventure du Poséidon en 1972 , conduit à la prolifération de « films catastrophe » au cours des années 1970. Airport devient une franchise avec trois films.
Après le succès financier de Airport, sur les conseils de son avocat fiscaliste, Hailey s'exile aux Bahamas pour s'installer à Lyford Cay sur l'île de New Providence. Il avait prévu d'y rester seulement deux ans, mais il s'y plait tellement qu'il y resta pour le reste de sa vie. En 1971, il publie Detroit (Wheels, Doubleday), qui se déroule dans l'industrie automobile. Hailey enchaîne avec deux romans : Bank (The Moneychangers, Doubleday, 1975), sur le secteur bancaire ; et Black-out (Overload, Doubleday, 1979), sur la crise énergétique.
En 1979, à la suite de la publication de Black-out, Hailey annonce sa retraite. Après avoir subi un quadruple pontage cardiaque, il se sent rajeuni et se remet à écrire. Son roman Le Destin d'une femme (Strong Medicine, Doubleday), sur l'industrie pharmaceutique, publié en 1984, devient le treizième roman le plus vendu de l'année. Son succès commercial a quelque peu diminué en 1990 avec la publication de News (The Evening News, Doubleday) et avec son dernier roman, Détective (Detective, Crown), paru en 1997. Hailey n'a cessé d'écrire, mais, vers la fin de sa vie, à l'exception de The Lyford Legacy : A Brief History of Lyford Cay from 1788 (Lyford Cay Foundation, 2000), il s'agissait plus d'un passe-temps.
Arthur Hailey décède à l'âge de 84 ans dans son sommeil le 24 novembre 2004, à son domicile de Lyford Cay, aux Bahamas, des suites de ce que les médecins pensaient être un accident vasculaire cérébral.
Les archives d'Arthur Hailey sont conservées à la bibliothèque de livres rares Thomas Fisher de l'Université de Toronto et à la bibliothèque Harry C. Moore du Collège des Bahamas.

## Œuvres

### Romans
- Le Dernier Diagnostic (The Final Diagnosis, 1959) / trad. Doringe.
  - Paris : Presses de la Cité, 1960, 377 p.
  - Paris : Presses pocket n° 44-45, 1963, 503 p.
  - Paris : Presses pocket, coll. "Mondes mystérieux" n° 1074, 1974, 442 p.

- En haut lieu (In High Places, 1962) / trad. Marie-France Watkins.
  - Paris : Presses de la Cité, 1962, 349 p.

- Grand Hôtel Saint-Gregory (Hotel, 1965) / trad. Marie-Anne Le Gall.
  - Paris : Presses de la Cité, 1966, 317 p.
  - Paris : Presses pocket, coll. "Mondes mystérieux" n° 1049, 1973, 318 p.

- Airport (Airport, 1968) / trad. Max Roth.
  - Paris : Albin Michel, 1969, 313 p.
  - Paris : le Livre de poche, coll. "Pluriel" n° 3114, 1971, 511 p.
  - Paris : France loisirs, coll. "Série Sélection France loisirs", 1972, 311 p.

- Detroit (Wheels, 1971) / trad. Max Roth.
  - Paris : Albin Michel, 1972, 322 p.
  - Paris : Le Club français du livre, coll. "Le Grand livre du mois" n° 38, 322 p.
  - Paris : Le Livre de poche n° 4149, 1975, 413 p.  (ISBN 2-253-00758-7)

- Bank (The Moneychangers, 1975) / trad. Yves Malartic.
  - Paris : Albin Michel, 1975, 375 p.  (ISBN 2-226-00233-2)
  - Paris : Club français du livre, 1975, 375 p.
  - Bagneux : le Livre de Paris, collection. "Club pour vous Hachette", 1976, 375 p.
  - Paris : le Livre de poche n° 5087, 1978, 543 p.  (ISBN 2-253-01892-9)

- Black-out (Overload, 1979) / trad. Robert Latour et François Ponthier.
  - Paris : Albin Michel, 1979, 437 p.  (ISBN 2-226-00814-4)
  - Paris : Club français du livre, coll. "Le Grand livre du mois", 1979, 437 p.
  - Paris : le Livre de poche n° 5417, 1980, 666 p.  (ISBN 2-253-02497-X)

- Le Destin d'une femme (Strong Medicine, 1984) / trad. Marianne Véron.
  - Paris : Belfond, coll. "Les Grands romans Belfond", 1986, 454 p.  (ISBN 2-7144-1869-4)
  - Paris : Librairie générale française, coll. "Le Livre de poche" n° 6450, 1988, 698 p.  (ISBN 2-253-04516-0)

- News (The Evening News, 1990) / trad. Sylvie Dervin.
  - Paris : Éd. n° 1, 1990, 670 p.  (ISBN 2-86391-371-9)
  - Paris : Éd. de la Seine, coll. "Succès du livre", 1991, 670 p.  (ISBN 2-7382-0400-7)
  - Paris : Librairie générale française, coll. "Le Livre de poche" n° 4293, 1992, 765 p.  (ISBN 2-253-05925-0)

- Détective (Detective, 1997) / trad. Alexis Champon.
  - Paris : Belfond, coll. "Nuits noires", 2000, 488 p.  (ISBN 2-7144-3555-6)
  - Paris : le Grand livre du mois, 2000, 488 p.  (ISBN 2-7028-5234-3)
  - Paris : Pocket Thriller n° 11304, 2002, 572 p.  (ISBN 2-266-11296-1)

### Novélisations
- 714 appelle Vancouver (Flight into Danger : Runway Zero-Eight, 1958) / John Castle (pseudonyme de Ronald Payne et John Garrod) et Arthur Hailey ; trad. Annie Blanchet.
  - Paris: René Julliard, 1959, 211 p.
  - Paris : Albin Michel, 1973, 247 p.
  - Paris : J'ai lu n° 305, 1968, 192 p.
  - Paris : le Livre de poche n° 7409, 1977, 222 p.  (ISBN 2-253-01785-X)
- Airport 80 Concorde (The Concorde-airport 79) / Kerry Stewart ; d'après le scénario d'Eric Roth ; inspiré d'une histoire de Jennings Lang ; d'après Airport de Arthur Hailey ; traduit de l'américain par Philippe Bonnet. Paris : Hachette, 1979, 258 p.

### Adaptations
- Le Dernier Diagnostic, texte condensé du roman d'Arthur Hailey. Paris : Sélection du Reader's digest, coll. « Sélection du livre » n° 33, 1962.
- Grand hôtel Saint-Gregory, texte condensé du roman d'Arthur Hailey. Paris : Sélection du Reader's digest, coll. « Sélection du livre » n° 54, 1966.
- Airport, texte condensé du roman d'Arthur Hailey. Paris : Sélection du Reader's digest, coll. « Sélection du livre » n° 67, 1969.
- Airport, texte condensé du roman d'Arthur Hailey. Paris : Sélection du Reader's digest, coll. « Sélection du livre » n° 81, 1969.
- Bank, texte condensé du roman d'Arthur Hailey. Paris : Sélection du Reader's digest, coll. « Sélection du livre » n° 107, 1976.
- 714 appelle Vancouver, texte condensé du roman d'Arthur Hailey et John Castle. Paris : Sélection du Reader's digest, coll. « Sélection du livre » n° 108, 1976.

## Filmographie

### En tant que scénariste
- 1956 : Flight into Danger (en), téléfilm canadien de David Greene, scénario de Arthur Hailey, avec James Doohan[1].
- 1957 : À l'heure zéro (Zero Hour !), film américain réalisé par Hall Bartlett, adaptation de Hall Bartlett et John C. Champion, d'après le scénario Flight into Danger d'Arthur Hailey, avec Dana Andrews, Linda Darnell, Sterling Hayden.

### En tant qu'auteur adapté
- 1961 : Les Blouses blanches (The Young Doctors), film américain réalisé par Phil Karlson, scénario de Joseph Hayes d'après le roman d'Arthur Hailey Le Dernier diagnostic, avec Fredric March, Ben Gazzara et Dick Clark.
- 1967 : Hôtel Saint-Gregory (Hotel), film américain réalisé par Richard Quine, scénario	de Wendell Mayes d'après le roman Hôtel Saint-Gregory d'Arthur Hailey, avec Rod Taylor, Catherine Spaak et Karl Malden.
- 1970 : Airport (Airport), film américain réalisé par George Seaton, scénario George Seaton d'après le roman Airport d'Arthur Hailey, avec Burt Lancaster, Dean Martin, Jean Seberg.
- 1976 : Les Hommes d'argent (Arthur Hailey's the Moneychangers), mini-série réalisée par Boris Sagal, scénario de Dean Riesner et Stanford Whitmore, avec Kirk Douglas, Christopher Plummer, Timothy Bottoms et Joan Collins.
- 1978 : Détroit (Wheels), mini-série américaine en cinq épisodes de 120 minutes, créée d'après le roman éponyme d'Arthur Hailey.
- 2005 : Détective, mini-série américaine de David S. Cass Sr., avec Tom Berenger, Cybill Shepherd, Annabeth Gish.

## Œuvres dérivées ou inspirés des personnages créés par Arthur Hailey
- 1974 : 747 en péril (Airport 1975), film américain réalisé par Jack Smight, avec Charlton Heston, Karen Black et George Kennedy.
- 1977 : Les Naufragés du 747 (Airport '77), film américain réalisé par Jerry Jameson, avec Jack Lemmon, Darren McGavin et Brenda Vaccaro.
- 1979 : Airport 80 Concorde (The Concorde... Airport '79), film réalisé par David Lowell Rich, avec Alain Delon, George Kennedy
- 1980 : Y a-t-il un pilote dans l'avion ? (Airplane !), film américain réalisé par les frères Zucker (David Zucker et Jerry Zucker) et Jim Abrahams au sein du collectif ZAZ (Zucker-Abrahams-Zucker). Le film est une parodie du film catastrophe À l'heure zéro (1957) ainsi que d'autres films du même genre des années 1970 centrés sur les catastrophes aériennes, comme le film Airport (1970).
- 1982 : Y a-t-il enfin un pilote dans l'avion ? (Airplane II : The Sequel), film américain réalisé par Ken Finkleman, avec Robert Hays, Julie Hagerty, Lloyd Bridges.
- 1988 : Z neznámých důvodů, roman de Zdena Frýbová[2],[3]